# Industry City

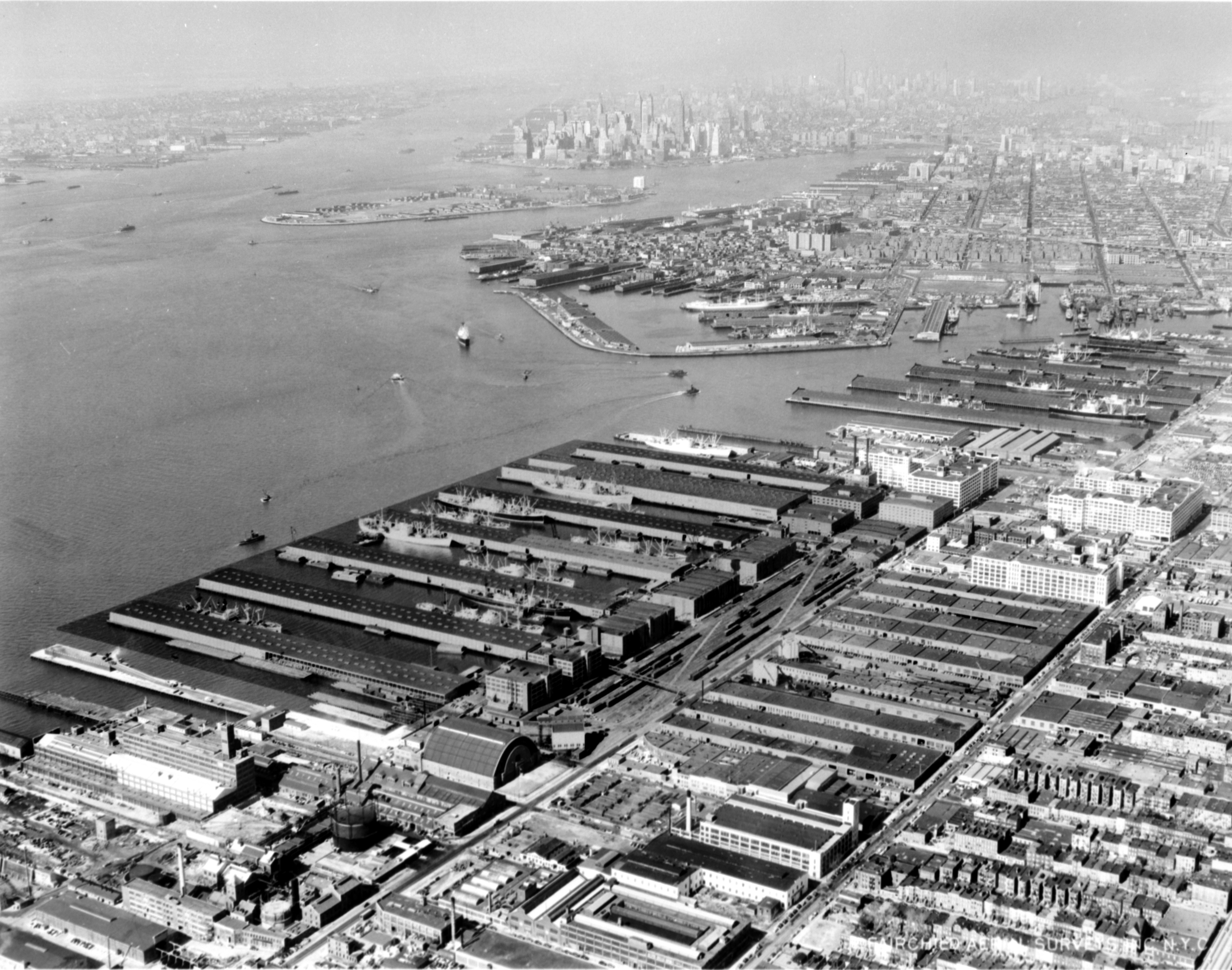
Le Bush Terminal en 1958, en regardant vers le nord, avec Lower Manhattan au loin

Industry City (également appelé Bush Terminal) est un complexe historique de transport intermodal, d'entreposage et de fabrication sur le front de mer de l'Upper New York Bay, dans le quartier de Sunset Park (en) à Brooklyn, à New York. La partie nord, communément appelée « Industry City » à elle seule, accueille des locataires commerciaux de l'industrie légère sur 560 000 m2 d'espace entre les 32e et 41e rues, et est exploitée par un consortium privé. La partie sud, appelée « Bush Terminal », est située entre la 40e et la 51e rue et est exploitée par la New York City Economic Development Corporation (en) (NYCEDC) comme un complexe de fabrication de vêtements.